# Видаль де ла Блаш, Поль
Поль Видаль де ла Блаш (фр. Vidal de la Blache; 22 января 1845, Пезенас, — 5 апреля 1918, Тамарис) — французский географ и геополитик. Создатель французской географической школы, в которой особое значение придаётся географии человека. Продолжатель идей Альфреда Геттнера в части географии, посвященной теме эстетики ландшафтов (создатель французской школы пейзажной географии). Автор исследований в области физической географии и географии населения «Картина географии Франции», 1903, «Восточная Франция» (Лотарингия и Эльзас), 1917, и др., большого атласа по географии и истории мира (содержит карты по древней, средневековой и новой истории, географии материков и стран). Основатель (1891) географического французского журнала «Annales de géographie».

## Основные работы
- Вокруг Франции: государства и народы Европы (Autour de la France: états et nations de l'Europe, 1889)
- Всеобщий атлас истории и географии (Atlas général Vidal-Lablache, Histoire et Géographie; 1894, 1898)
- Географические картины Франции (Tableau de la géographie de la France, 1903; на русском языке, 2020)
- Основы географии человека (Principes de géographie humaine, 1922) – издана посмертно Эммануэлем де Мартонном